# Panzeria johnsoni
Panzeria johnsoni là một loài ruồi trong họ Tachinidae.